# Паунд, Эзра
Э́зра Уэ́стон Лу́мис Па́унд (англ. Ezra Weston Loomis Pound; 30 октября 1885 года, Хэйли, Айдахо, США — 1 ноября 1972 года, Венеция, Италия) — американский поэт, переводчик, литературный критик. Один из основоположников англоязычной модернистской литературы.

## Биография
Паунд родился 30 октября 1885 года в городе Хэйли, штат Айдахо. В 1901 году, в возрасте 15 лет, он был принят в Колледж свободных искусств Пенсильванского университета. Там он встретил Хильду Дулитл и таким образом завязался его первый серьёзный роман в жизни (согласно литературоведу Айре Наделю). В 1903 году перешёл в колледж Гамильтона в Клинтоне, штат Нью-Йорк, возможно, из-за плохих оценок. Там он изучал провансальский диалект и древнеанглийский язык, читал Данте. Окончив в 1905 году колледж, поступил в Пенсильванский университет для изучения романских языков; получил степень магистра весной 1906 года. С осени 1907 года Паунд стал преподавать романские языки в колледже Вабаш в Крофордсвилле, штат Индиана, консервативном городе, который он назвал «шестой круг ада». Столь же консервативный колледж исключил его, после того как он намеренно провоцировал власти колледжа. Один из примеров: курение было запрещено, но он назло курил сигариллы в своём кабинете неподалёку от кабинета президента.
Его попросили покинуть колледж зимой 1908 года. В том же году переехал в Лондон, где познакомился с У. Б. Йейтсом и какое-то время был его секретарём.
Вскоре начал публиковать свои первые книги стихов и переводов из итальянских (Гвидо Кавальканти), китайских и японских поэтов. Именно вольные переводы Паунда из китайской поэзии, сделанные по подстрочникам япониста Эрнеста Феноллозы и вышедшие книгой «Катай» в 1915 году, стали для англо-американской поэзии образцом того, что получило называние верлибр, или «свободный стих». Паунд считается реформатором теории перевода.
Паунд — один из главных представителей поэтического направления, называемого имажизмом. В 1915 году он выпустил книгу «Des Imagistes», которая являлась антологией поэзии и теории имажизма.
Начиная с 1920-х годов, Паунд много переводил поэзию с разных языков, одновременно до предела насыщая собственные стихи (соединяемые в грандиозный модернистский эпос «Кантос» («Песни») и публиковавшиеся с 1917 по 1970 год) цитатами, аллюзиями к широким пластам мировой культуры.
Одновременно Паунд выступал в печати как критик, анализируя произведения своих современников Т. С. Элиота, Джеймса Джойса, Роберта Фроста, Д. Г. Лоуренса и Эрнеста Хемингуэя. С 1916 года публиковался в американском литературном журнале «Литтл Ревью», основанном Джейн Хип и Маргарет Андерсон.
В 1914 году Паунд женился на Дороти Шекспир, дочери писательницы Оливии Шекспир. С 1920 года супруги жили в Париже, с 1925-го в итальянском городе Рапалло. Мировые войны Паунд объявил конфликтами «между ростовщиками и теми, кто желает трудиться на совесть», приветствуя фашистский режим Муссолини. Во время Второй мировой войны вёл программы итальянского радио на английском языке, в том числе антиамериканского и антисемитского характера, поддерживал войну против СССР и критиковал внешнеполитический курс Франклина Рузвельта, призывая последнего перейти на сторону Третьего рейха.
После отстранения от власти Муссолини в 1943 году Паунд оставался его сторонником, сопровождал его и в Республике Сало. 26 июля 1943 года вашингтонский суд признал Паунда виновным в государственной измене. Между тем даже в конце войны в 1945 году Паунд в своих стихах продолжал призывать итальянцев к борьбе с силами англо-американских союзников.

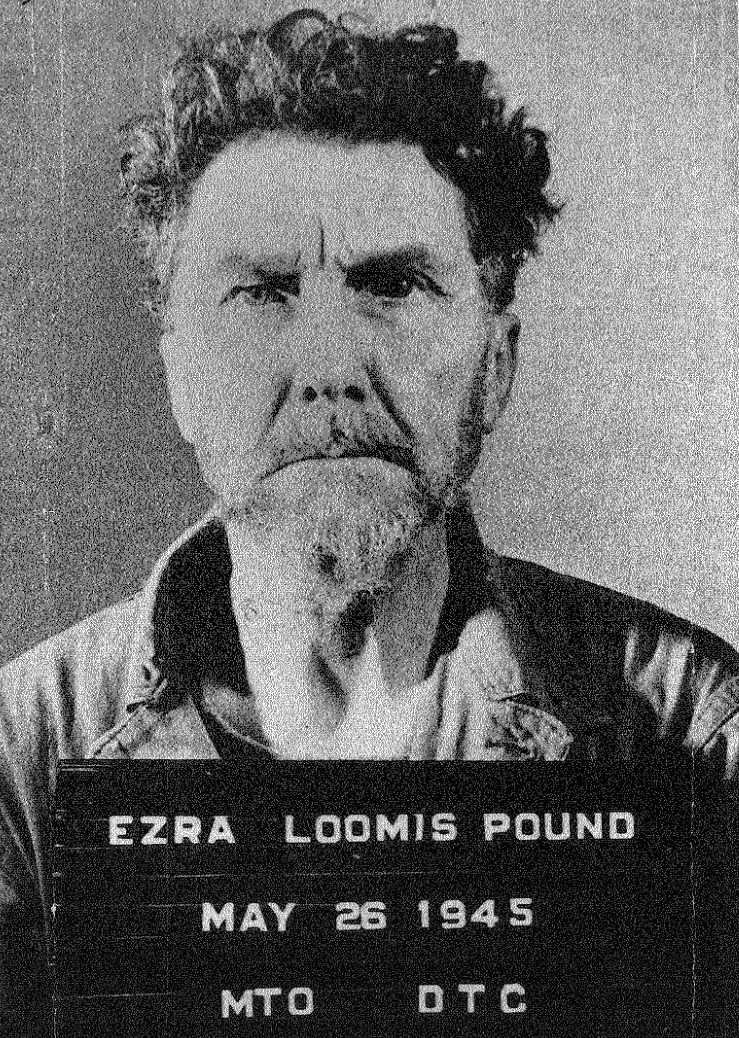
Эзра Паунд 26 мая 1945 года. После ареста в Италии.

В мае 1945 года Паунд был арестован итальянскими партизанами и передан американским властям в Генуе. Он был допрошен и на некоторое время отпущен, в то же время агенты ФБР изучали записи его передач, его письма, черновики, статьи. Через несколько недель Паунд был снова арестован, осуждён и переведён в военную тюрьму в Пизе. В тюрьме Паунд поначалу занимался переводом Конфуция на английский и писал «Пизанские песни». Однако через месяц заключения у него случился приступ, и он перестал узнавать людей, стал терять память и отказываться от еды.
С 1945 по 1948 год Паунд находился в лагере для военнопленных в Пизе, в 1948 году был отправлен в Вашингтон и отдан под суд за пропаганду фашизма, однако был признан недееспособным и помещён в вашингтонскую психиатрическую больницу св. Елизаветы.
В 1949 году Паунд был удостоен престижной Боллингеновской премии библиотеки Конгресса за книгу «Пизанские песни», что вызвало настоящий раскол в американских литературных кругах. Например, Владимир Набоков неоднократно отрицательно отзывался о творчестве Паунда в своих интервью: «…я должен бороться с подозрением в заговоре против моего мозга, когда вижу, как критики и собратья-писатели преспокойно принимают за великую литературу совокупления леди Чаттерлей или претенциозную бессмыслицу этого совершеннейшего мошенника мистера Паунда» (из интервью Герберту Голду и Джорджу А. Плимптону, 1966 г.).
После длительных споров, несмотря на фашистские взгляды и коллаборационизм Паунда, премию ему оставили, но право присуждения на последующие годы передали Йельскому университету. Паунд многократно номинировался на Нобелевскую премию по литературе (1955, 1956; 1957; 1959;
1960; 1962; 1963; 1965; 1966; 1967; 1968; 1969; 1971).
За время своего больничного заключения Паунд перевёл, в частности, «Шицзин» («Книгу Песен», приписываемую Конфуцию), а также две пьесы Софокла. Он много общался с литературной молодёжью, приезжавшей к нему в больницу: с Робертом Лоуэллом, Алленом Гинзбергом, Юстасом Муллинсом и другими.
В 1958 году после многочисленных просьб о помиловании со стороны известных писателей (даже антифашист Эрнест Хемингуэй, получая Нобелевскую премию, сказал, что она по праву принадлежит Паунду, и поэта стоит освободить) Паунд был выпущен из больницы и вернулся в Италию. Последние годы он провёл в добровольном молчании; когда в 1967 году его посетил поэт-битник Аллен Гинзберг, Паунд отзывался о себе и своём творчестве крайне уничижительно. Эзра Паунд умер в Венеции, через два дня после своего 87-летия, и похоронен на кладбище Сан-Микеле.

## Сочинения

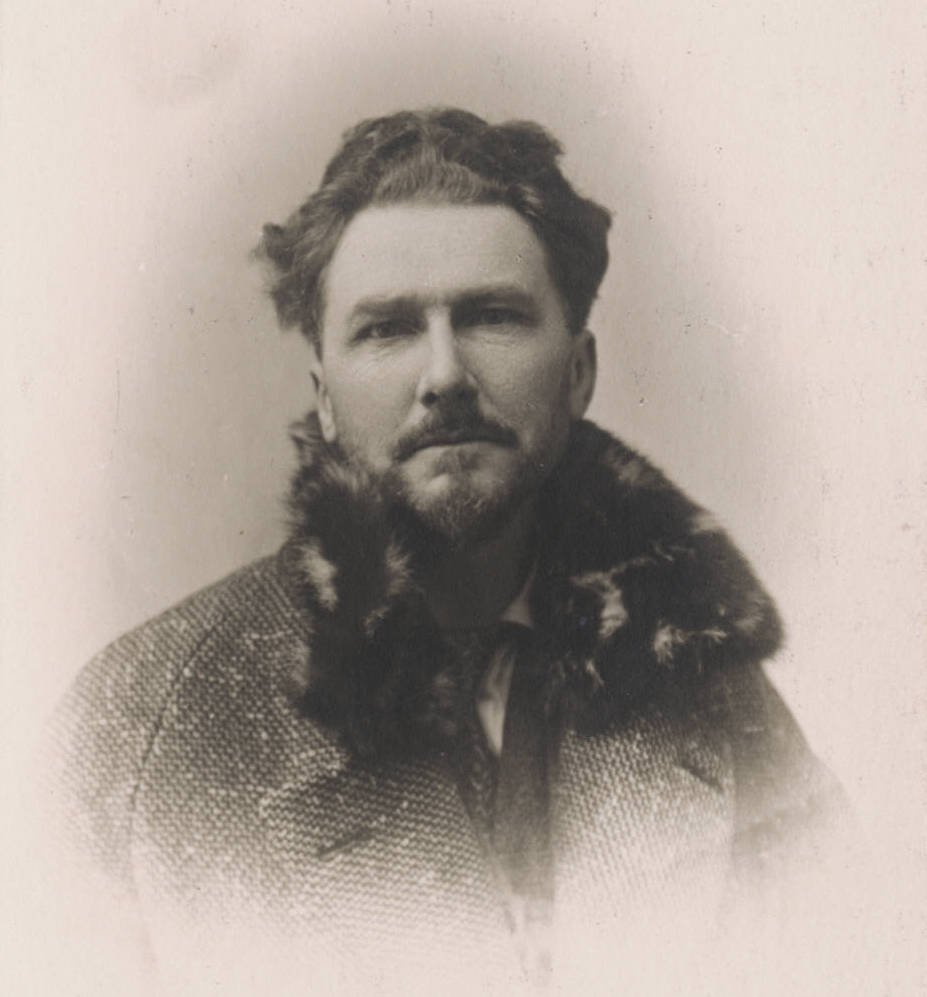

- «Песни» (The Cantos, 1917—1970); главный и неоконченный труд Паунда, его часть — «Пизанские песни» (The Pisan Cantos, 1948)
- «Восторги» (1909)
- «Маски» (1912)
- «Старый Китай» (1915)
- «Lustra» (1916)
- «Хью Селвин Моберли» (1920)

### Переводы
- Ezra Pound: Translations. With an introduction of Hugh Kenner. N.Y.: New Directions, 1926 (многие репринты). 8th ed. New York, 1963.

### В русском переводе
- Паунд Э. Поднебесная. Стихи по мотивам классической китайской поэзии / Перевод А. Кистяковского; Примечания В. В. Малявина // Восток-Запад. Исследования. Переводы. Публикации. — М.: Главная редакция восточной литературы издательства «Наука», 1982. — С. 278—290.
- Паунд Э. Из стихов 1908—1912 годов // Иностранная литература. — 1991. — № 2.
- Паунд Э. Стихотворения и избранные Cantos / Под ред. Я. Пробштейна. — Издательство «Владимир Даль», 2003. — 887 с.
- Паунд Э. Кантос / Перевод, вступительная статья и комментарии А. В. Бронникова. — СПб.: Наука, 2018.

## Семья
- Жена — художница Дороти Шекспир.
- Дочь — писательница и переводчик Мэри Де Рахевильц (от виолончелистки Ольги Радж).